# Livezile (Alba)
Livezile é uma comuna romena localizada no distrito de Alba, na região histórica da Transilvânia. A comuna possui uma área de 65.86 km² e sua população era de 1383 habitantes segundo o censo de 2007.